# Fort de Giaure
Le Fort de Giaure est une ancienne installation militaire italienne destinée à la défense du col de Tende, localisée au sud des Alpes, sur l'actuelle frontière franco-italienne.

## Situation stratégique
Le fort de Giaure s'inscrit dans un système de défense construit autour de plusieurs forts. Le but de ce système conçu dans le cadre du plan de défense de l'Italie de 1871, était de sécuriser le col de Tende et d'interdire toute avancée des troupes françaises. Le Col de Tende ferme au nord la Vallée de la Roya, qui débouche sur la Méditerranée à Vintimille.
Les enjeux de cette situation stratégique sont comparables à ceux de la frontière franco-italienne entre Menton et Vintimille.

## Organisation du site
Situé à 2 254 mètres d'altitude il s'agit du fort le plus en altitude de tous ceux du col de Tende, il présentait un fossé continu pour sa défense et abritait une batterie de 10 pièces d'artillerie. 

## Historique
Le fort a été construit entre 1883 et 1884.

## Accès au site
Une ancienne route le reliait au fort Pernante, situé à 1,8 kilomètre à vol d'oiseau.